# Iris Johansson
Iris Viola Johansson, född 8 april 1945 i Lidköping i dåvarande Skaraborgs län, är en svensk handledare, lärare och författare.
Iris Johansson har autism, vilket hon berättar om i sina böcker En annorlunda barndom och Ett annorlunda liv. Hon jobbar även med att hjälpa och handleda exempelvis personer med missbruk, psykiska problem och relationsproblem.

## Biografi
Iris Johansson växte upp på en traditionell släktgård utanför Lidköping i Västergötland. Hennes far kom att betyda mycket för hennes uppväxt eftersom han hela tiden aktivt jobbade för att dottern skulle "konfronteras" med kontakt med andra personer. Iris Johanssons mor tog hand om hushållet på cirka 20 personer medan hennes far tog sig an dottern. Modern hade vid förlossningen TBC vilket ledde till att Iris Johansson fördes till regionsjukhuset under tre dagar för att få serum för att inte smittas med tuberkulos. 

## Andra böcker av Iris Johansson
- Handledarbok för arbete med barn med oacceptabla beteenden Wrå Förlag, 2004. ISBN 91-89178-50-5.
- Att samtala om anpassning. Wrå Förlag. ISBN 91-975498-0-0
- Att samtala om utbrändhet. Wrå Förlag. ISBN 91-975498-1-9